# 苯甲酸钍
苯甲酸钍是一种化合物，化学式为Th(C6H5COO)4，它可由硝酸钍和苯甲酸钠的反应沉淀得到，或硝酸钍和苯甲酸经水热反应制得。它的热分解经碳酸钍生成二氧化钍。它的碱式盐Th(OH)2(C6H5COO)2是已知的。